# Vlastenecké noviny
Vlastenecké noviny (VlasteneckéNoviny.cz) byl český proruský rasistický dezinformační zpravodajský web. Web vydávala  Alfa libera, o. s., vedená u Krajského soudu v Ostravě.

## Článek o útoku v Bohumíně
Den po požáru panelového domu v Bohumíně 2020 zveřejnil internetový server VlasteneckéNoviny.cz rasistický článek dehonestující oběti útoku. Na Policii České republiky se v této souvislosti s podnětem obrátila řada občanů.
Článek vyšel, když byli ještě spekulace o etnicitě obětí a útočníka. Titulek zněl „Jedenáct cikánů mínus. Něco uhořelo a něco vyskákalo z oken”. Článek zároveň poukazuje na Romy jako na zvířata.
Policie autora článku obvinila z hanobení národa, rasy, etnické nebo jiné skupiny osob, podněcování k nenávisti vůči skupině osob a vyhrožování. Za rasistické urážky na internetu a schvalování útoku byl čtyřiatřicetiletý muž dne 20. listopadu 2021 odsouzen k trestu odnětí svobody v délce jednoho roku, podmínečně odloženého na dobu tří let, a propadnutí počítače.